# Haugsdorf
Haugsdorf (Česky: Haugovice) je městys s 1569 obyvateli (k 1. lednu 2014) v okrese Hollabrunn v Dolním Rakousku.

## Geografie
Haugsdorf se nachází v severní části vinařské oblasti (Weinviertel). Nedaleko od obce prochází zemská silnice B303, která spojuje města Znojmo v ČR a Stockerau v Rakousku.

### Členění obce
Obec se skládá ze čtyř osad:
- Auggenthal
- Haugsdorf
- Jetzelsdorf, které leží v údolí říčky Pulkava (Pulkau)
- Kleinhaugsdorf, ležící severně od nich v kopcích u hranic s Českou republikou

## Doprava
U osady Kleinhaugsdorf je hraniční přechod z ČR do Rakouska: Hatě – Kleinhaugsdorf.

## Fotogalerie

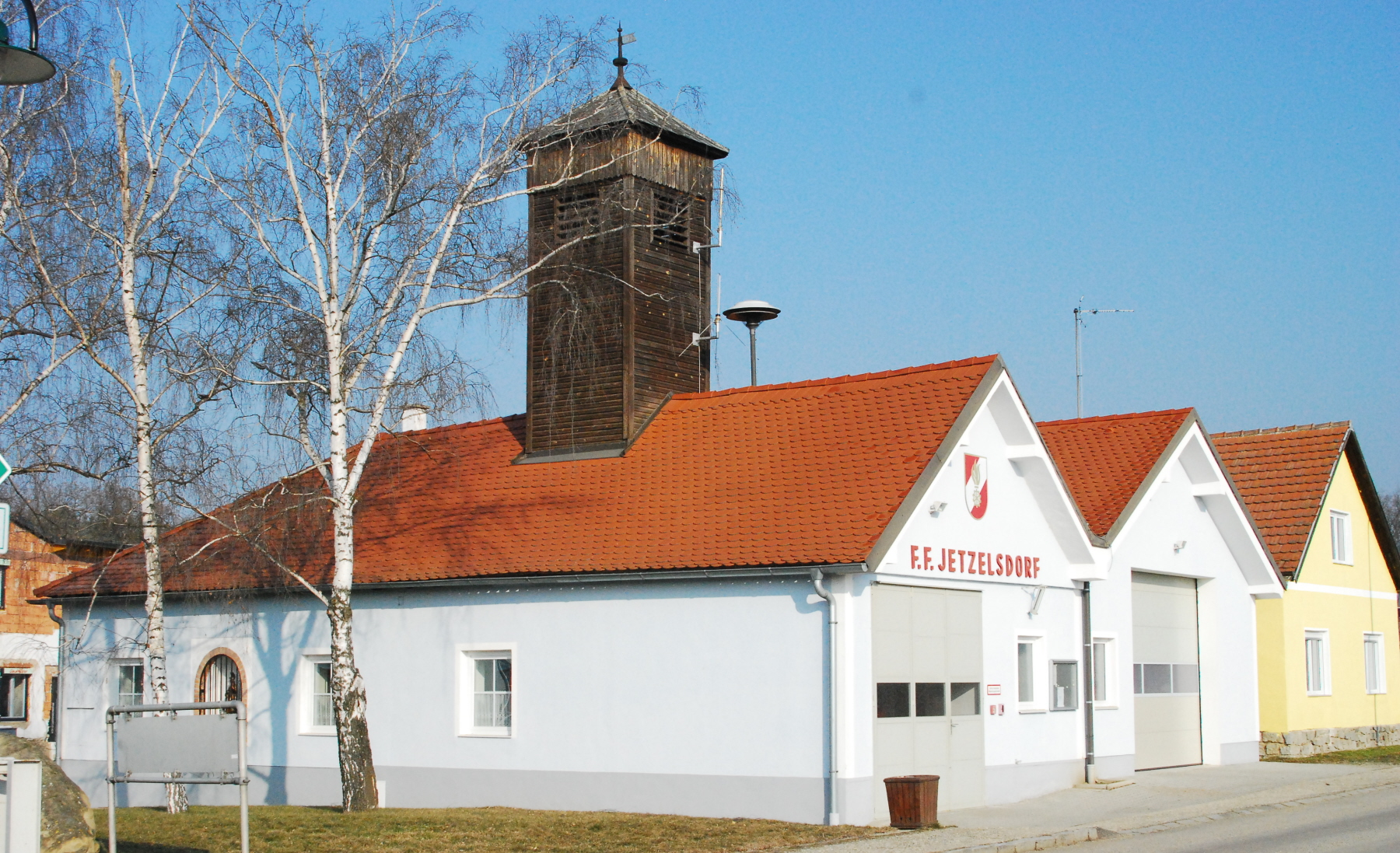
Hasičská zbrojnice v osadě Jetzelsdorf
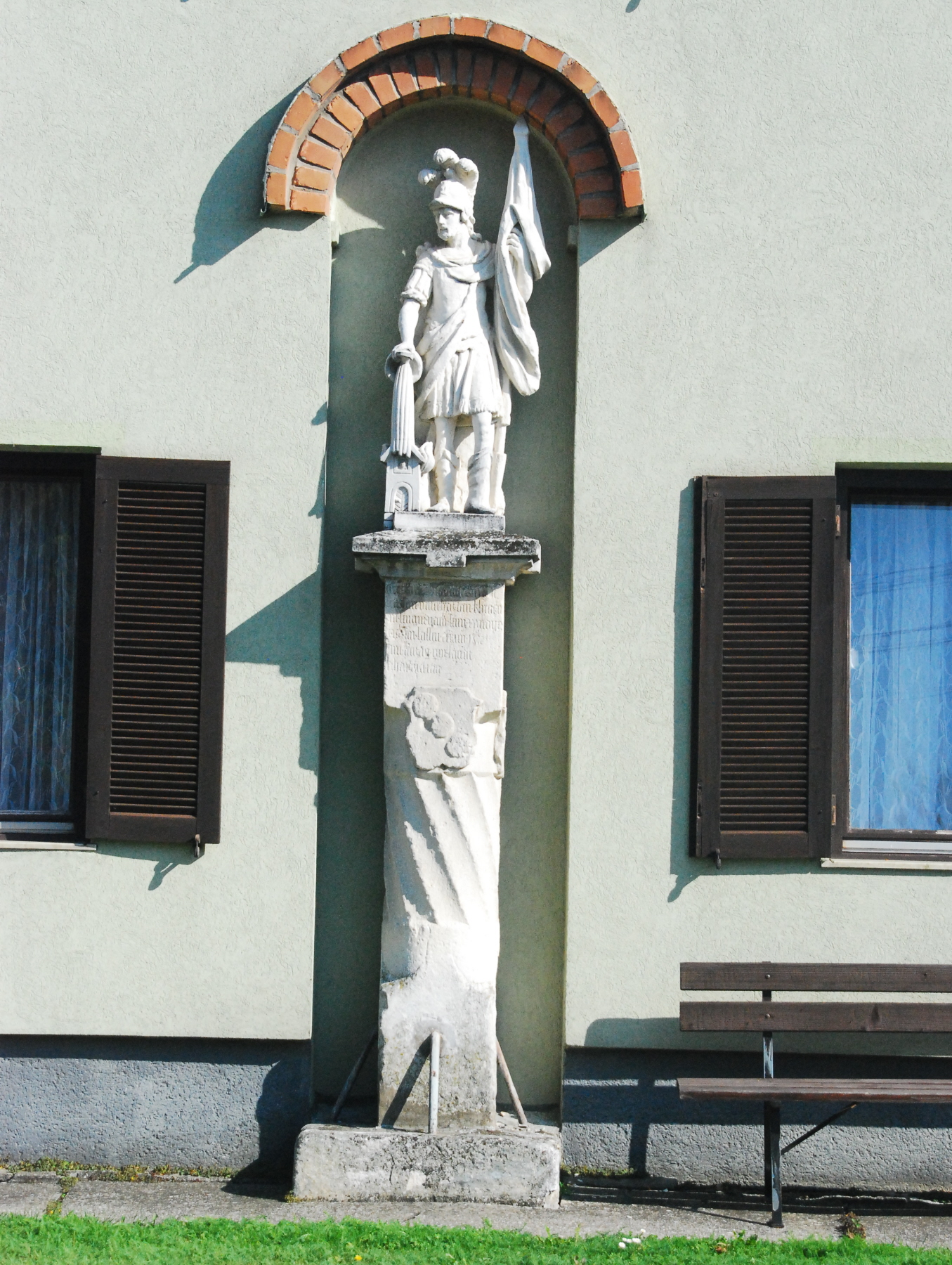
Socha sv. Floriana v Haugsdorfu
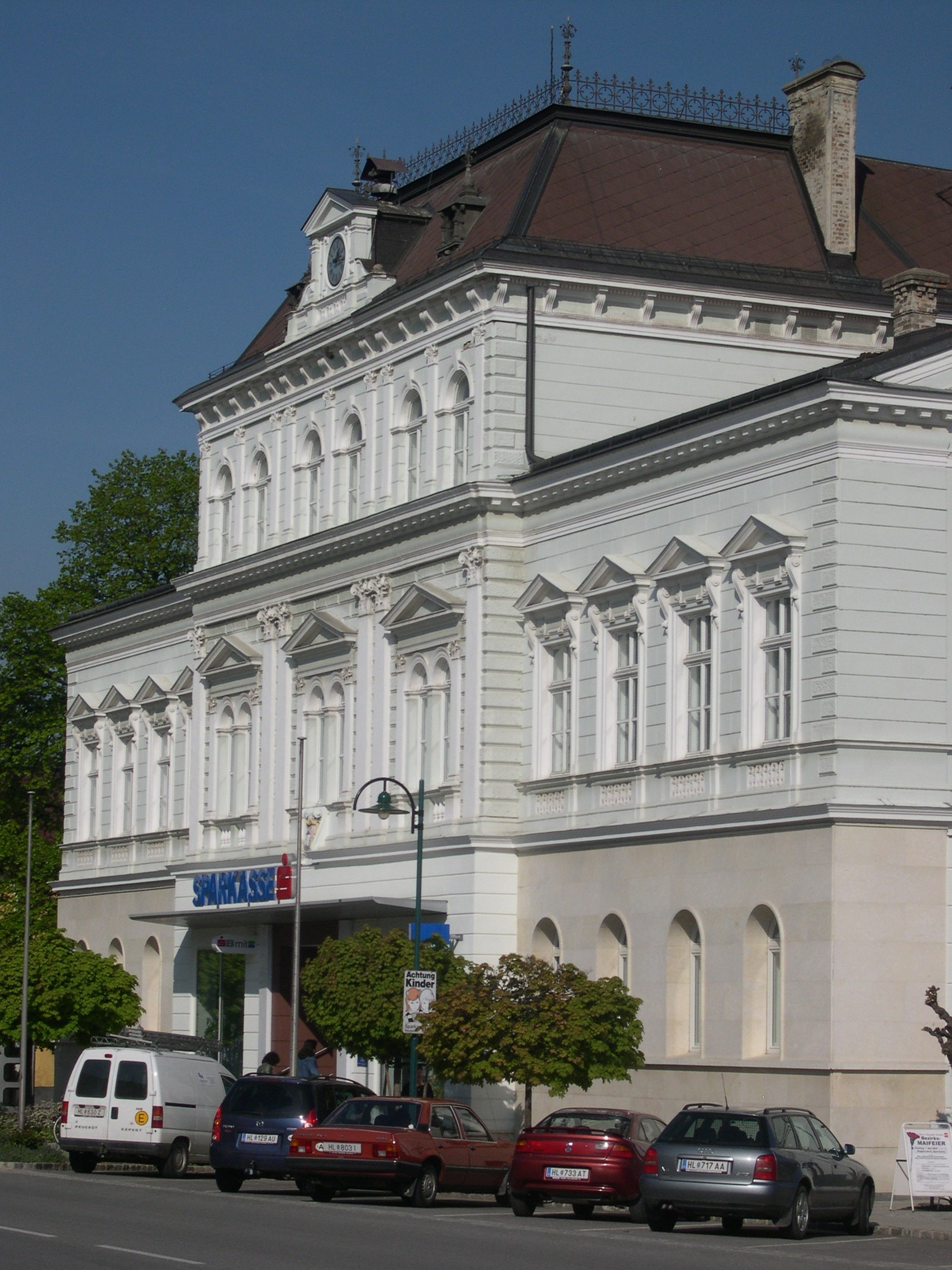
Spořitelna v Haugsdorfu
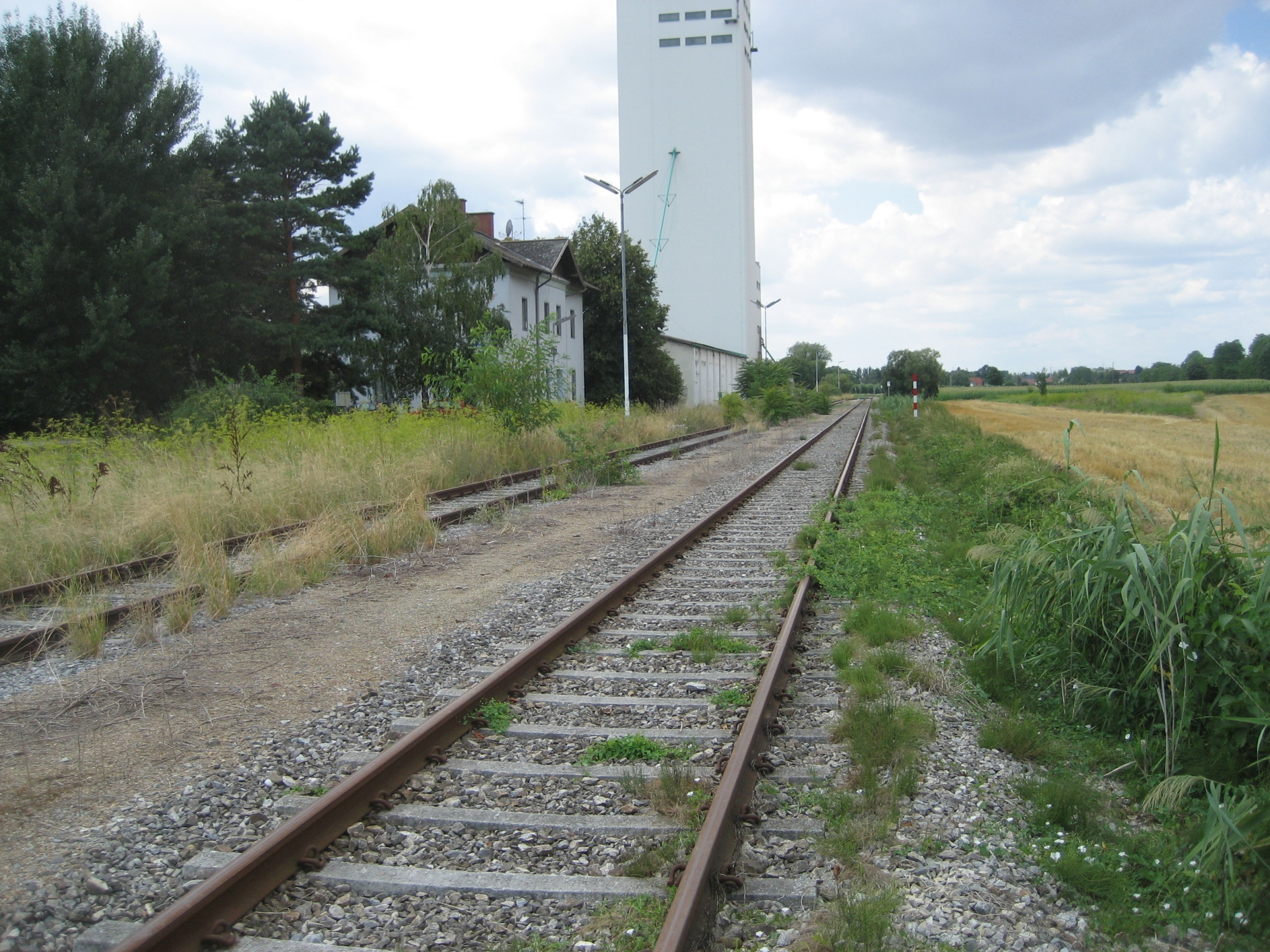
Silo v obci Haugsdorf